# Vindelle
Vindelle – miejscowość i gmina we Francji, w regionie Nowa Akwitania, w departamencie Charente.
Według danych na rok 1990 gminę zamieszkiwały 933 osoby, a gęstość zaludnienia wynosiła 85 osób/km² (wśród 1467 gmin regionu Poitou-Charentes Vindelle plasuje się na 336. miejscu pod względem liczby ludności, natomiast pod względem powierzchni na miejscu 781.).